# ألكسيس أموري
ألكسيس أموري (ولدت باسم فابيولا ميلغار غارسيا؛ في 29 ديسمبر 1978) هي ممثلة إباحية بيروفية وراقصة تعري.

## النشأة
ولدت أموري في ليما، ببيرو أما لغتها الأم فهي اللغة الإسبانية. في سن التاسعة انتقلت رفقة عائلتها إلى الولايات المتحدة، اكتُشفت (كممثلة إباحية) عندما شاركت في إحدى حلقات مسلسل لليلة المكالمات، ثم دخلت مجال صناعة أفلام الكبار في عام 1999 وكان أول مشهد إباحي لها في فيلم المراقب 6. في عام 2001، توقفت مؤقتا لمدة سنة واحدة ثم عادت وتابعت عملها كراقصة تعري إلى أن عادت بقوة في صيف عام 2002.
في آذار/مارس 2003، وقعت أموري عقدا مع جيل كيلي للإنتاج. وبعد وقت قصير أنهت عقدها الشركة السابقة جي كي بي، ثم عادت مجددا لتوقيع العقود لكن هذه المرة مع شركة أنابوليك فيديو في حزيران/يونيو 2004، وعندما انتهت مدة عقدها مع هذه الأخيرة لم ترغب في التجديد فأصبحت بذلك الناطق الرسمي للشركة منذ أيلول/سبتمبر 2005. وكانت ألكسيس قد صرحت في وقت سابق أن أول أفلامها كان بعنوان عن الكسيس. في أيلول/سبتمبر 2006، قررت عدم تجديد عقدها مع فريق الفيديو فغادرتهم.
في حزيران/يونيو 2004، قامت فريكوانسيا لاتينا بتصوير فيلم وثائقي يحكي عن حياتها وقصتها تحت عنوان Reporte Semanal. ثم في آذار/مارس 2006 ظهرت أموري في مسلسل تلفزيوني باللغة الإسبانية بعنوان No te Duermas كما ظهرت في آخر بعنوان El Poder عُرض في بورتوريكو. ظهرت أموري على غلاف عدة مجلات إباحية لعل أبرزها لورايدر في أيلول/سبتمبر 2006. وفي كانون الثاني/يناير 2008 أعلنت أموري أنها ستستأنف العمل في تصوير المشاهد الساخنة مع فتيات من نفس جنسها.

## مشاريع أخرى
في 22 تشرين الأول/أكتوبر 2014 أطلقت عرضا بعنوان هذا هو الحب في فيفيد راديو، وكانت قد حصلت من قبل (تحديدا في 7 ديسمبر 2004) على عمود خاص بها في مجلة إيه في إن إنسايدر حيث كانت تكتب وتنشر هناك مقالاتها تحت عنوان «بساطة أليكسيس». كانت قد كتبت سابقا الجنس المشورة عمود التيار بيرو مجلة أوى.

## الجوائز والترشيحات
| العام | الحفل            | النتيجة | الفئة                                                     | الفيلم                 |
| ----- | ---------------- | ------- | --------------------------------------------------------- | ---------------------- |
| 2003  | جوائز آي في إن   | رُشِّح     | أفضل فتاة في مشهد جنسي – فيديو (يوم الجمعة)               | لا يزال في إكس إكس إكس |
| 2004  | جائزة نايت موفيز | فوز     | أفضل ممثلة                                                | —                      |
| 2006  | جائزة AFWG       | فوز     | أفضل عودة لممثلة إباحية                                   | —                      |
| 2006  | جوائز آي في إن   | رُشِّح     | أفضل أداء                                                 | زروتيك                 |
| 2006  | جوائز آي في إن   | رُشِّح     | أفضل مجموعة في مشهد الجنس جنسي (مع نيكول شيريدان والفودو) | حكم                    |
| 2006  | جائزة نايت موفيز | فوز     | أفضل فنانة                                                | —                      |
| 2018  | جوائز آي في إن   | فوز     | أشهر نجمة إباحية                                          | —                      |

## روابط خارجية
- ألكسيس أموري على موقع IMDb (الإنجليزية)
- ألكسيس أموري على موقع قاعدة بيانات الفيلم (الإنجليزية)
- ألكسيس أموري على موقع كينوبويسك (الروسية)